# Iloca
Iloca – miasto w Chile, w regionie Maule, w prowincji Curicó, nad Oceanem Spokojnym.